# Momonashi
Momonashi (モモナシ que significa "melotocón pera" en japonés) es una unidad musical de Japón creada en 1998 que consiste en la cantante Mihoco (que se pronuncia "Mijoco") Kamimura y el bajo tenor JIGEN (que se pronuncia "Yiguen").
El bajo tenor es el bajo eléctrico que está afinada con "ADGC" en lugar de "EADG". JIGEN a veces usa los bajos que están afinado con "GDGC" o "ACGC".
Se nombra "Momohashi" porque se dice que les gustan especialmente melocotón y pera entre las frutas, pero también se dice que tenía una significación de que quería ejecutar las melodías "ricas" como se siente cuando uno come melocotón y pera. Hay un dicho antiguo que dice "el camino de melocotón y ciruela" ("melocotón y ciruela" significa una persona con virtud). Compuso una canción se llama exactamente el mismo dicho. (incluido en el 5.º disco que se llama "Tiempo Lujoso")

## Historia
1996: la cantante Mihoco Kamimura, que realizaba actividades también como actriz y narradora, y JIGEN, que participaba en la banda rock se encontraron en Sri Lanka y hicieron un espectáculo.
1998: se ha creado la unidad en julio. En junio, realizó el primer vivo. De aquí en adelante, como una unidad con originalidad de "la canción y el bajo tenor", ha seguido realizando actividades enérgicamente desde las canciones folclóricas hasta canciones infantiles, además de las canciones populares. (El nombre exacto se llamaba "も・も・な・し"("mo.mo.na.shi") al principio.)
2000: escribió la letra de la tema final de la película "Doraemon y el imperio maya" ("ドラえもん のび太の太陽王伝説").
2001: sacó el disco sencillo "Yo-yo-to".
2008: realizó una gira para celebrar el décimo aniversario de la formación de la unidad. Sacó la grabación viva "Alegría - La Gran Fiesta de Agradecimiento del Décimo Aniversario".
2009: participó en la escena producido por coba se llamó "Virgin Cabaret". Momonashi tomó la parte de la música, además de que Mihoco apareció en la escena como actriz.
2011: después del Gran terremoto y tsunami de Japón de 2011, arrancó el proyecto de apoyar a los afectados del catástrofe.
2012: sacó el álbum "Un deseo en su Mano".
2014: cambió el nombre desde "桃梨" a "モモナシ" (ambos se pronuncian "momonashi") desde abril. Sacó un disco sencillo con libro ilustrado que se llama "Te Regalo" en mayo y en julio un álbum "Tiempo Lujoso" celebrando el aniversario de 16 años.

## Actividad

### Actividades fuera del país
2000: realizó un espectáculo en CBGB en Nueva York.
2007: participó al álbum de compilación de los músicos japoneses del sello discográfico de Pierre Barouh, "Saravah". Con la productora Maia Barouh y otras artistas, realizó una gran gira de 12 espectáculos en Francia y Bélgica en conmemoración de lanzamiento de este álbum.
2008: siguiendo del año anterior, realizó una gira en Francia y Bélgica con 10 espectáculos.

### Actividades sociales, especialmente después del GranTerremoto y tsunami de Japón de 2011- 11 de mayo
2011: el terremoto grandísimo atacó a la región de Tohoku, donde JIGEN nació. Desde entonces, el grupo empezó a visitar al lugar para tocar música y animar a las personas evacuadas de sus hogares por la influencia del terremoto, tsunami y difusión de los materiales nucleares que provinieron de la Planta Eléctrica Nuclear Fukushima Daiichi. Sus actividades no son solamente tocar músicas sino también mandar las camisetas nuevas porque al principio les faltaron camisetas, y especialmente en infierno en la zona de la catástrofe la temperatura baja hasta bajo cero y en las casas temporales para los evacuados hace mucho frío. Desde ese entonces, Momonashi sigue ayudando a los afectados.
2013: en octubre los vivos en la zona afectada alcanzó a 100 veces. Así como las camisetas que mandó el grupo llegó hasta 6300.

## Discografía

### Obras originales
| álbum                                                           | Fecha      | Músicos participados | Nota                                                                              |
| --------------------------------------------------------------- | ---------- | --- | --------------------------------------------------------------------------------- |
| La Palabra con "A"                                              | 2005/01/01 | coba (Acc), Chikara Tsuzuki (Hca), Yoshie (Ds), Tetsuro Naito (Tamboles japoneses), Koji Yamaoka (Programming) | Producido por coba. Ingeniero: Tatsuhiko Mori                                     |
| MMNS Fiesta de las Canciones                                    | 2006/12/06 | Wataru Okuma (Cl), Tetsuro Naito (Tamboles Japoneses), Koki Ito (Ds), Hiroshi Kawamura (Gt), coba (Acc) | incluido la muestra original de la tarjeta del cuadro producido por coshell(vivo) |
| La Alegría -La Fiesta de Agradecimiento del Décimo Aniversario- | 2008/12/03 | Wataru Okuma (Cl), Koki Ito (Ds), Shinya Okuno (Key), Hiroshi Kawamura (Gt), Daichi Ito (Ds), Mikio "Pete" Fukushima (Sax), Tetsuro Naito (Tamboles Japoneses), Miwazo Kogure (Percusión Japonés), Maia Barouh (Fl), Un forastero amable (Baile) | álbum vivo                                                                        |
| Un Deseo en su Mano                                             | 2012/08/08 | M-10: Shinya Okuno (Key), Daichi Ito (Ds), M-11: Wataru Okuma (Cl), Hiroshi Kawamura (Gt)、Koki Ito (Ds) | Ingeniero: Tatsuhiko Mori                                                         |
| Tiempo Lujoso                                                   | 2014/07/21 | | Todas las canciones son originales. Ingeniero: Tatsuhiko Mori                     |

| Disco sencillo | Fecha        | Músicos participados                              | Nota                                                                              |
| -------------- | ------------ | ------------------------------------------------- | --------------------------------------------------------------------------------- |
| Yo-yo-to       | 2001/11/01   |                                                   | Sencillo Maxi                                                                     |
| Mañana Feliz   | 2005/08/17日 | Kazutoki Umezu (Sax), Hajime Nagahara (Percusión) | Sencillo Maxi. Incluido el folclore "Baile de Guyo" de Gifu donde Kamimura nació. |
| Te Regalo      | 2014/05/31   | Shinji Mune (Piano), Ryuei Sato (armónica)        | Sencillo Maxi con libro ilustrado                                                 |